# Exodus (comics)
Exodus est un super-vilain français appartenant à l'univers de Marvel Comics. Il a été créé par Scott Lobdell et Joe Quesada, dans X-Factor #92, en 1993.

## Origine
Croisé du XIIe siècle, Bennett du Paris se mit à la recherche d'une tour légendaire, domaine d'un 'pharaon éternel'. Il y rencontra le mutant immortel Apocalypse qui réveilla ses pouvoirs latents. Mais quand le jeune homme refusa de tuer son meilleur ami Eobar Barrington, le Chevalier Noir - premier du nom -, Apocalypse le plaça en animation suspendue. Le Chevalier Noir lui érigea un sanctuaire au cœur des Alpes Suisses, gardé par des générations de chevaliers.
Magnéto le retrouva et réussit à le réveiller. Ses propres enfants l'ayant à ce moment rejetés, il voulut en faire son héritier. Il devint alors son lieutenant au sein des Acolytes.
Quand Magneto fut lobotomisé par le Professeur Xavier, après avoir presque tué Wolverine, Exodus prit le commandement du groupe et sauva la vie de Magneto. Il ne put le suivre pourtant, quand Holocauste détruisit la Station spatiale Avalon.
Il  mit sur pied une nouvelle Confrérie des Mauvais Mutants, cherchant à éliminer les X-Men et leurs étudiants. Il fut absorbé par le trou noir contenu dans le casque de Xorn.
On le revit, encore une fois contre les X-Men, à la tête d'un nouveau groupe d'Acolytes. À la recherche des Carnets de Destinée, il attaqua et terrassa facilement Colossus et Kitty Pryde, à l'Académie. Les terroristes furent toutefois vaincus par les X-Men. 

### Messiah Complex
Ils réapparurent pourtant, cette fois-ci lancés à la recherche du premier nouveau-né mutant depuis le M-Day.  Pendant ce crossover, Exodus fut gravement blessé par la jeune mutante Dust, qui provoqua une hémorragie interne. Il réussit toutefois à soustraire Xavier à l'insu des X-Men. Grâce à ses puissants pouvoirs psychiques, il tenta de remodeler la personnalité du professeur, mais ce dernier, avec l'aide de Magnéto et Karima Shapandar, se libéra.
Il mit fin au groupe des Acolytes, et partit en pèlerinage pour trouver un autre moyen de servir les mutants.

### House of X
Après la création de la nation mutante de Krakoa, créée par Xavier, Magneto et Moira X, Exodus a reçu une invitation à rejoindre la nation naissante. Il est entré par la passerelle de téléportation aux côtés d'autres mauvais mutants qui avaient été invités à rejoindre la nation afin de guérir les fractures au sein de l'espèce mutante et de recommencer comme une espèce entière.
Exodus a été invité à rejoindre le Conseil silencieux dans le cadre de la section Hiver. La section d'hiver se composait de lui-même, de Mr Sinistre et de Mystique, représentant les éléments les plus rebelles, criminels et moralement ambigus de la société mutante. Exodus se heurtait fréquemment à Sinistre au conseil, qu'il méprisait.
Exodus a bien profité de sa nouvelle vie à Krakoa, passant du temps à raconter des histoires d'histoire mutante aux enfants. Lorsque Magneto a lancé un plan pour terraformer Mars, Exodus était l'un des mutants de niveau Oméga qui a l'aidé dans le processus.
Mystique a lancé un complot pour ressusciter sa femme décédée Destinée derrière le dos du reste du conseil, elle a réussi à obtenir le soutien d'Exodus en accordant à Destinée un siège au conseil. Lorsque Magneto a annoncé qu'il quittait le conseil quelque temps après, Exodus a approché Hope Summers, l'encourageant à s'approprier le siège vacant. Exodus a voté en sa faveur et a contribué à faire de Hope la nouvelle membre du Conseil silencieux.

## Pouvoirs
- Exodus est semble-t-il un des mutants les plus puissants de la terre. Son corps dépasse de loin la simple perfection physique (force lui permettant de soulever 1 tonne, endurance et rapidité surhumaines).
- Le pouvoir d'Exodus est psionique. Il peut ainsi drainer l'énergie mentale et psychique de ses adversaires, comme un vampire et ainsi le rediriger sous plusieurs formes.
- Il possède un puissant don de télépathie et peut contrôler les pensées ou même causer de graves attaques cérébrales. Il est protégé contre les attaques d'autres télépathes.
- C'est aussi un télékinésiste de grand niveau, pouvant soulever plusieurs dizaines de tonnes sans effort.
- On l'a déjà vu absorber l'énergie ambiante et s'en servir pour émettre des faisceaux brûlants, élever des champs de force, se téléporter ou voler à vitesse rapide.